# 科戈莱托
科戈莱托（義大利語：Cogoleto），是意大利热那亚省的一个市镇。总面积20.36平方公里，人口9175人，人口密度450.6人/平方公里（2009年）。ISTAT代码为010017。

## 友好城市
- 德国上拉姆施塔特 1960年
- 西班牙圣科洛马-德格拉马内特 1997年
- 希腊奥林匹亚 2005年
- 法國圣安德烈莱韦尔热 2005年